# 新里村 (岩手県)
新里村（にいさとむら）は、平成17年（2005年）まで岩手県下閉伊郡にあった村。

## 地理
新里村は南北約25km、東西約22kmで、岩手県の東部に位置する。村の多くは山間部であり、閉伊川や刈屋川沿いに集落が発展している。

## 歴史・沿革
- 1955年（昭和30年）2月1日 - 茂市村と刈屋村が合併し、新里村が発足。
- 1961年（昭和36年）5月28日 - 蟇目二又の山林から出火。フェーン現象による強風に煽られ田老町、宮古市、岩泉町、普代村、久慈市にいたる40万ha以上に延焼する大規模火災（山火事）となった[1]。
- 2005年（平成17年）6月6日 - 田老町と共に宮古市と合併し、新制の宮古市の一部となる。

## 姉妹都市・友好都市
- ラ・トリニダード市（フィリピン）

## 交通
- JR山田線
  - 腹帯駅 - 茂市駅 - 蟇目駅
- JR岩泉線
  - 茂市駅 - 岩手刈屋駅 - 中里駅 - 岩手和井内駅 - 押角駅

## 名所・旧跡
- 森林総合利用施設
- 源兵衛平高原
- ふるさと物産センター
- リバーパークにいさと - archive.today（2013年4月27日アーカイブ分）

## 出身人物
- 鳥取春陽 - 演歌師・作曲家
- 茂市久美子 - 童話作家